# Пэтырладжеле
Пэтырладжеле (рум. Pătârlagele) — город в Румынии в составе жудеца Бузэу.

## История
Населённый пункт впервые упоминается в документе 1573 года.
В 2004 году коммуна получила статус города.

## Известные уроженцы
- Кока Андронеску (1932–1998) – румынская актриса.